# 普什馬塔哈縣
普什馬塔哈县（英語：Pushmataha County）是美国奧克拉荷馬州東南部的一個縣，面積3,685平方公里。根據2020年美國人口普查，該縣共有人口10,812人。縣治安特勒斯（Antlers）。該縣成立於1907年7月16日，縣名紀念喬克托族酋長普什馬塔哈。